# کاروانسرای الله‌وردی‌خان
کاروانسرای الله وردیخان مربوط به دوره قاجار است و در کرمان، بلوار امام خمینی، شهر باغین واقع شده و این اثر در تاریخ ۱۲ تیر ۱۳۸۴ با شمارهٔ ثبت ۱۲۰۰۷ به‌عنوان یکی از آثار ملی ایران به ثبت رسیده است.